# سفپیم
سفپیم (cefepime) سفپیم هیدروکلراید، یک آنتی‌بیوتیک از نسل چهارم سفالوسپورینهای تزریقی می‌باشد؛ که در سه شکل ویالی ۵۰۰ میلی‌گرم و ۱ گرم و ۲ گرم در بازار عرضه می‌گردد.
طیف اثر ضد میکروبی: بر روی میکروب‌های گرم مثبت و منفی هوازی مؤثر می‌باشد (البته به جز استافیلوکوک‌های مقاوم به متی‌سیلین).